# Ferdinande von Schmettau

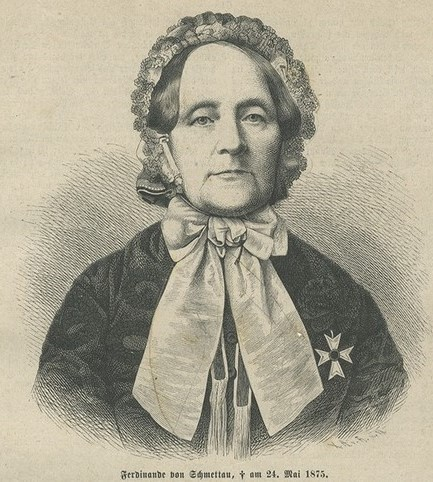
Ferdinande von Schmettau

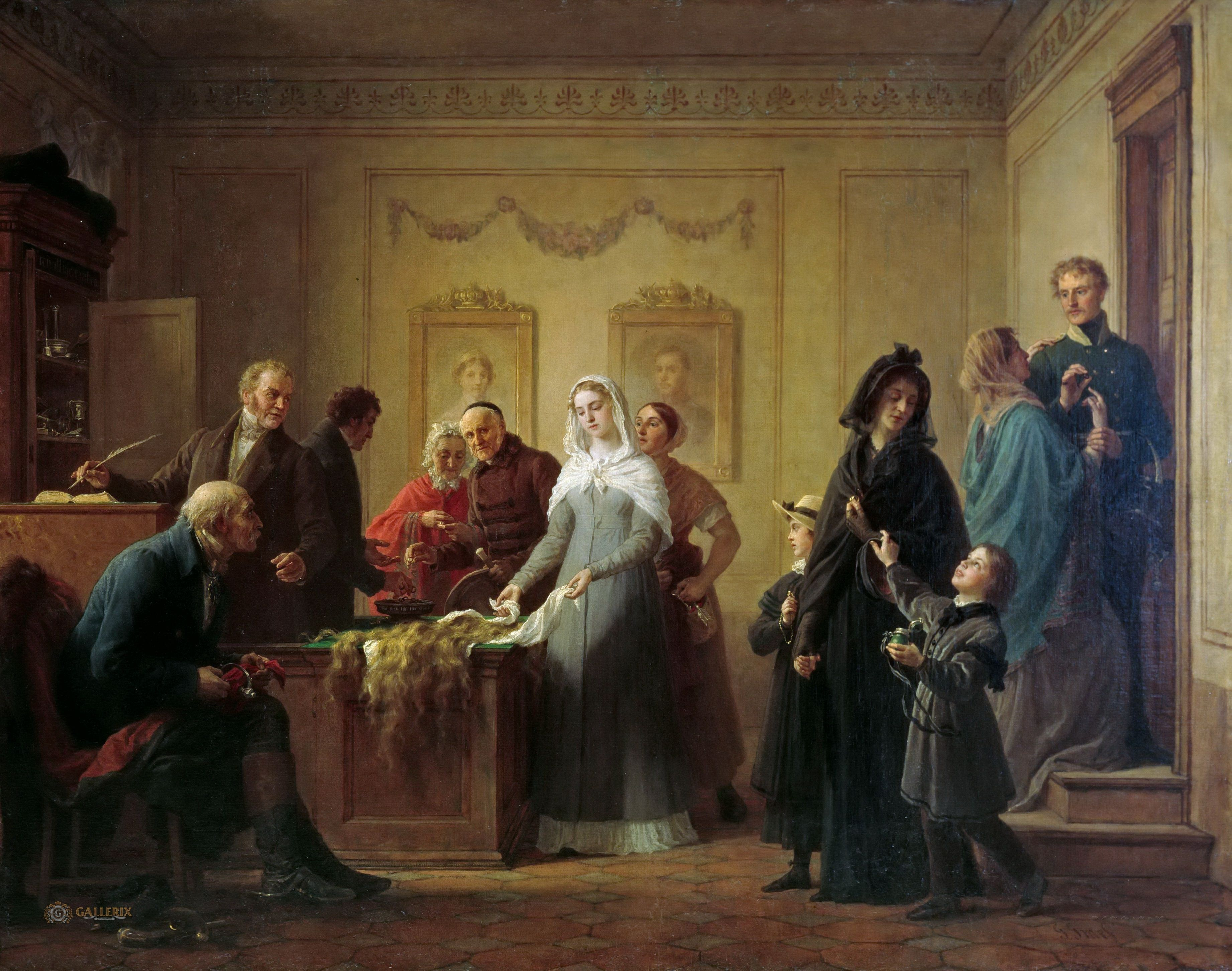
Ferdinande von Schmettau opfert ihr Haar auf dem Altar des Vaterlandes 1813, Gemälde von Gustav Graef

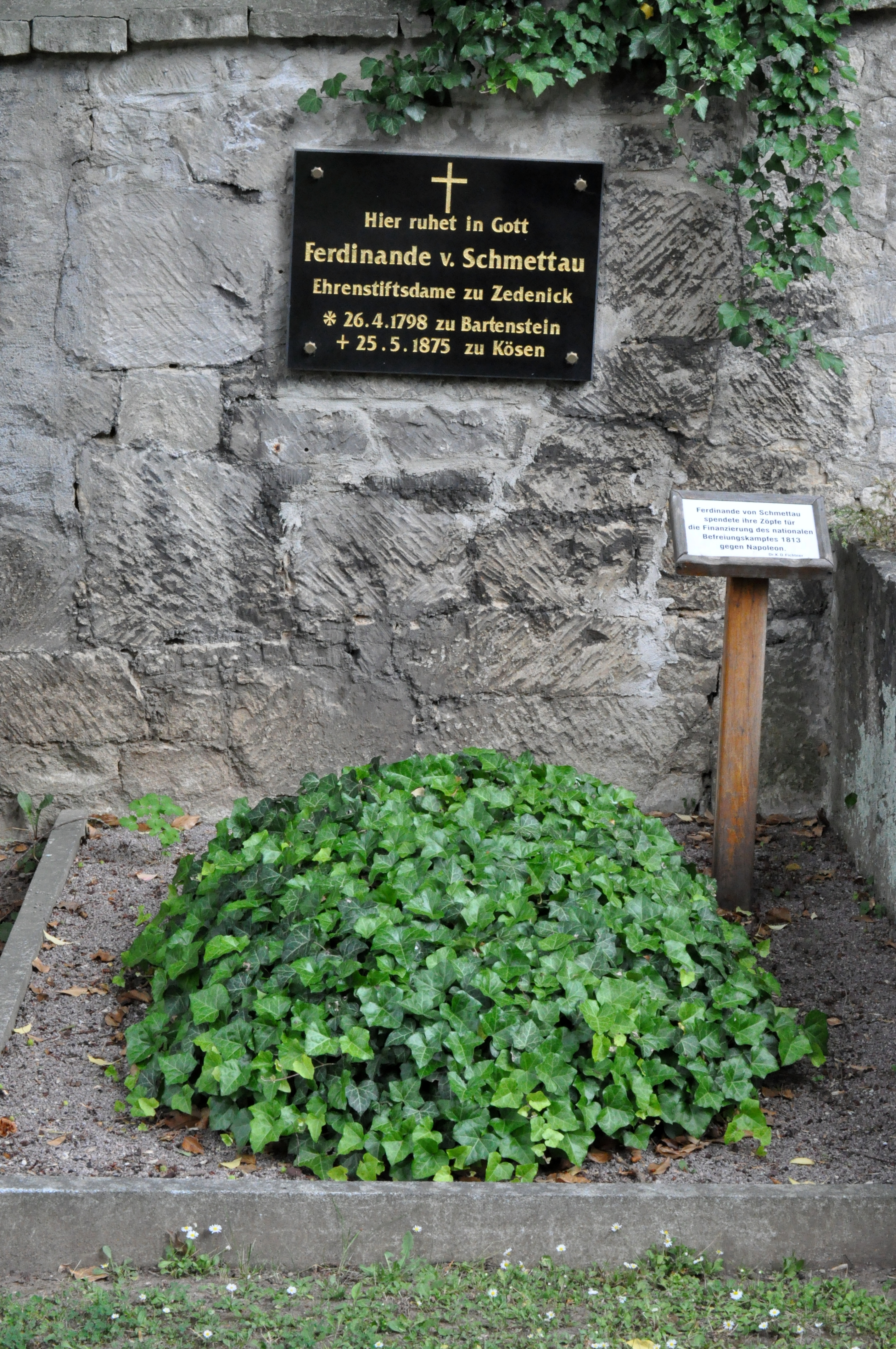
Grab auf dem Bad Kösener Friedhof (2010)

Ferdinande von Schmettau (* 26. April 1798 in Bartenstein, Preußen; † 25. Mai 1875 in Kösen) war für ihre Zeitgenossen eine Symbolfigur und Volksheldin während der Befreiungskriege gegen Napoleon.

## Leben
Ferdinande von Schmettau  war die Tochter des preußischen Majors August Heinrich Christoph von Schmettau und Anna Magdalene Auguste von Schmettau, geborene von Voigt, und lebte in Bergel in Schlesien. Prinzessin Marianne von Preußen appellierte 1813 an alle Frauen Preußens, zur Kriegsfinanzierung ihren Goldschmuck abzugeben, um im Austausch dafür eine Brosche oder Ring aus Eisen mit der Aufschrift „Gold gab ich für Eisen“ zu erhalten. Ferdinande von Schmettau lebte mit ihrer Familie in bescheidenen Verhältnissen und verfügte nicht über geeigneten Schmuck. Sie kam daher auf die Idee, ihr langes blondes Haar abzuschneiden und dieses für 2 Taler an einen Friseur zu verkaufen. Diese 2 Taler konnte sie sodann spenden.
Ferdinande von Schmettau wurde dafür 1863 hochgeehrt, ihr Opfer in zahlreichen Aufsätzen und Gemälden gewürdigt. Das bekannteste Bild wurde Gustav Graefs Gemälde: Ferdinande von Schmettau opfert ihr Haar auf dem Altar des Vaterlandes (1863, Nationalgalerie Berlin). In preußischen, später reichsdeutschen Schulbüchern wurde sie den Kindern als leuchtendes Vorbild vorgestellt.
Ferdinande von Schmettau  wurde zur Ehrenstiftsdame von Zehdenick ernannt. Sie zog nach Bad Kösen um, wo sie auch starb. Das Grab ist noch heute in Bad Kösen zu sehen.
Zur Finanzierung des Ersten Weltkriegs wurde der Mythos um Ferdinande von Schmettau noch einmal bemüht, um Kriegsanleihen zu zeichnen oder wertvolle Sachspenden zu leisten. Das Winterhilfswerk der Nationalsozialisten legte noch einmal die bekannten Gemälde als Postkarten auf.